# Symphonie no 60 de Joseph Haydn
Il Distratto
La Symphonie no 60 en ut majeur surnommée Il Distratto (le Distrait) Hob. I:60, est une symphonie du compositeur autrichien Joseph Haydn. À l'origine, c'est une musique de scène pour la pièce de Regnard le Distrait pour une représentation par la troupe de comédiens ambulants de Carl Wahr à Pressburg. Elle a été écrite en ou vers 1775 (vraisemblablement en novembre 1774).

## Analyse de l'œuvre
La symphonie comporte six mouvements :
1. Adagio - Allegro di molto, en ut majeur, à 
 puis à 
, mesures 1 à 24 puis 25 à 228
2. Adagio, en sol majeur, à 
, 131 mesures
3. Menuet - Trio, à 
 (Trio en ut mineur), 71 mesures
4. Presto, en ut mineur puis majeur, à 
, 163 mesures
5. Adagio, en fa majeur, à 

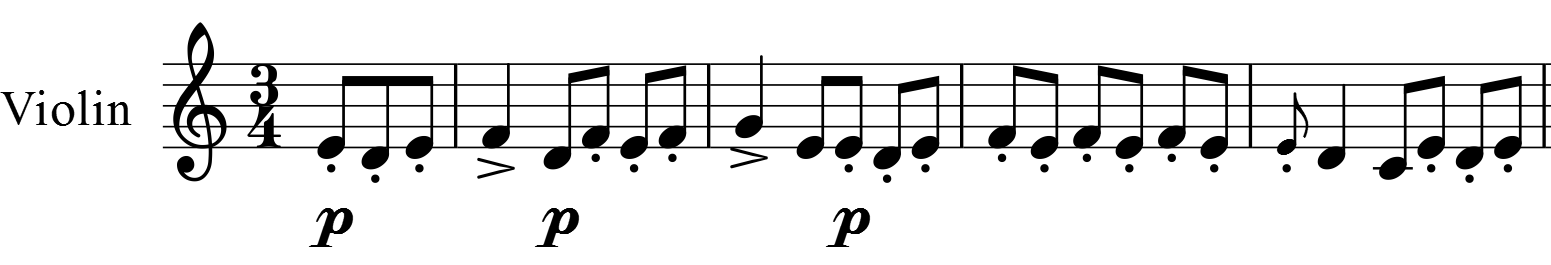
Début de l'Allegro di molto

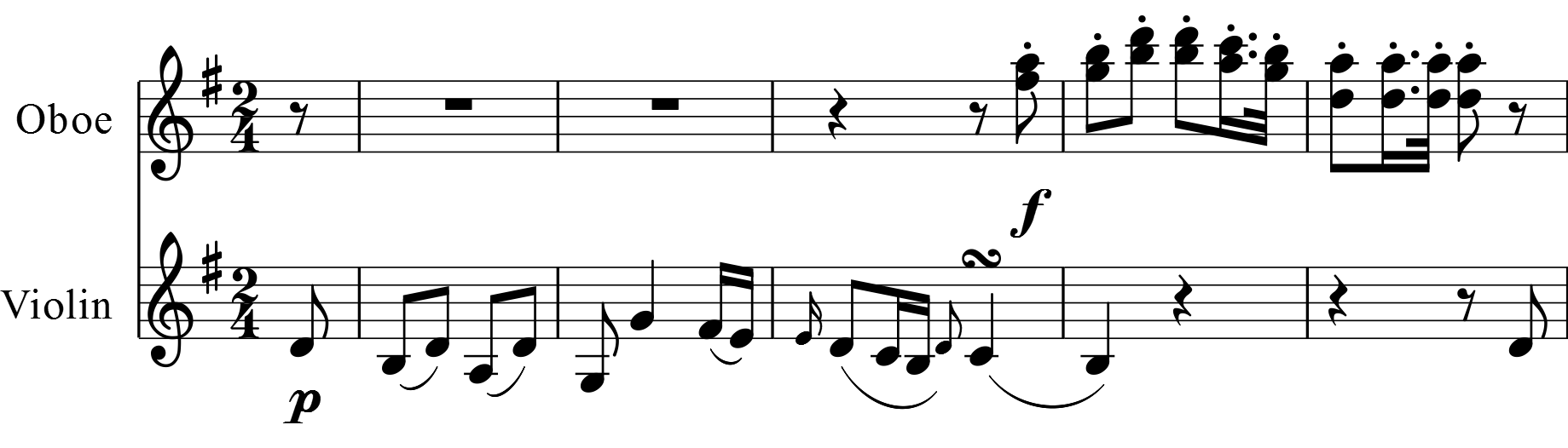
Début de l'Andante: violons 1 et hautbois

, 78 mesures
6. Prestissimo, à 
, 129 mesures

Durée approximative : 30 minutes.

## Instrumentation
La symphonie est composée pour : deux hautbois, deux cors (en ut), timbales, cordes.